# Verwaltungsgebäude der Reichseisenbahnen in Elsaß-Lothringen

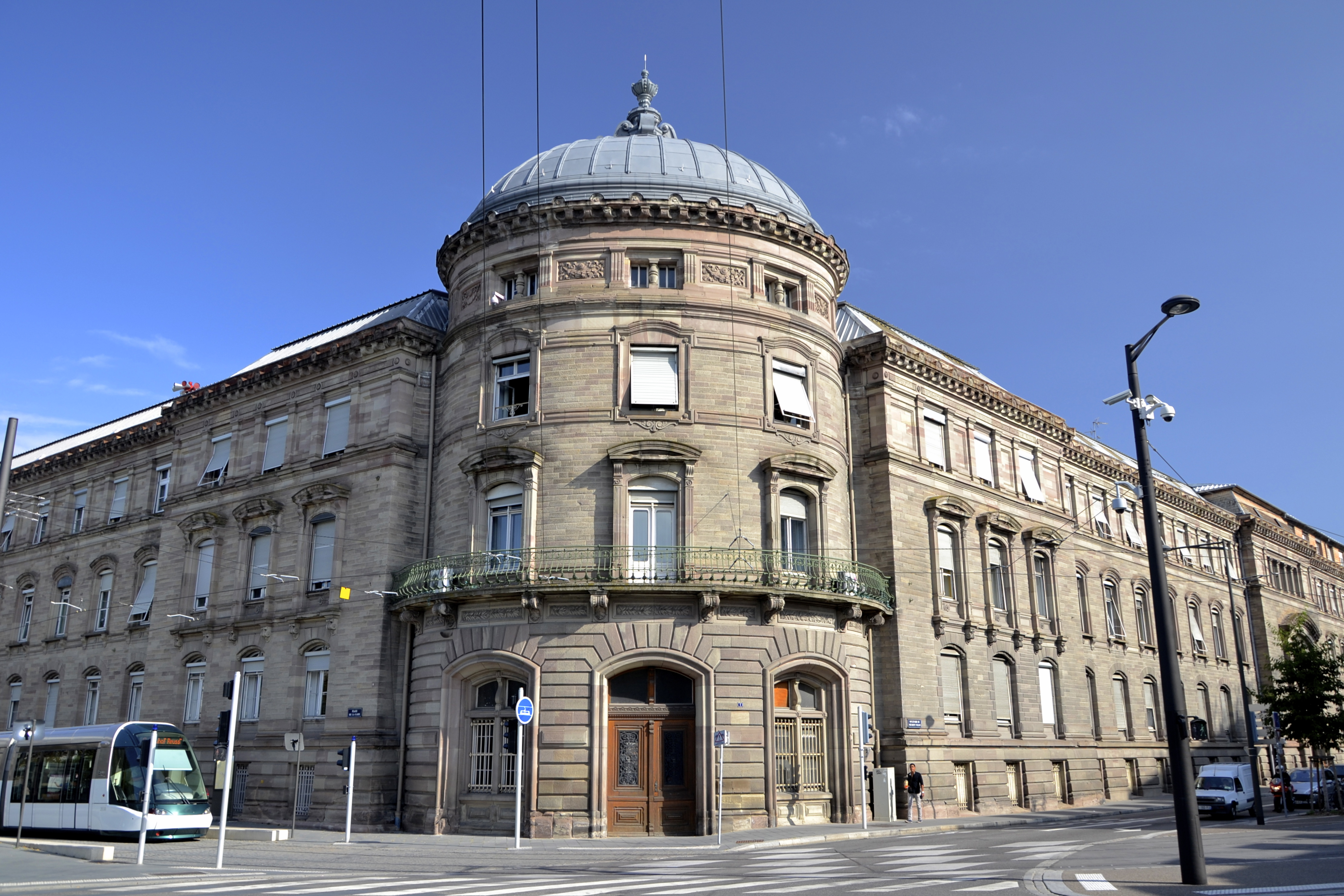
Eckpavillon Bahnhofsvorplatz / Boulevard du Président-Wilson

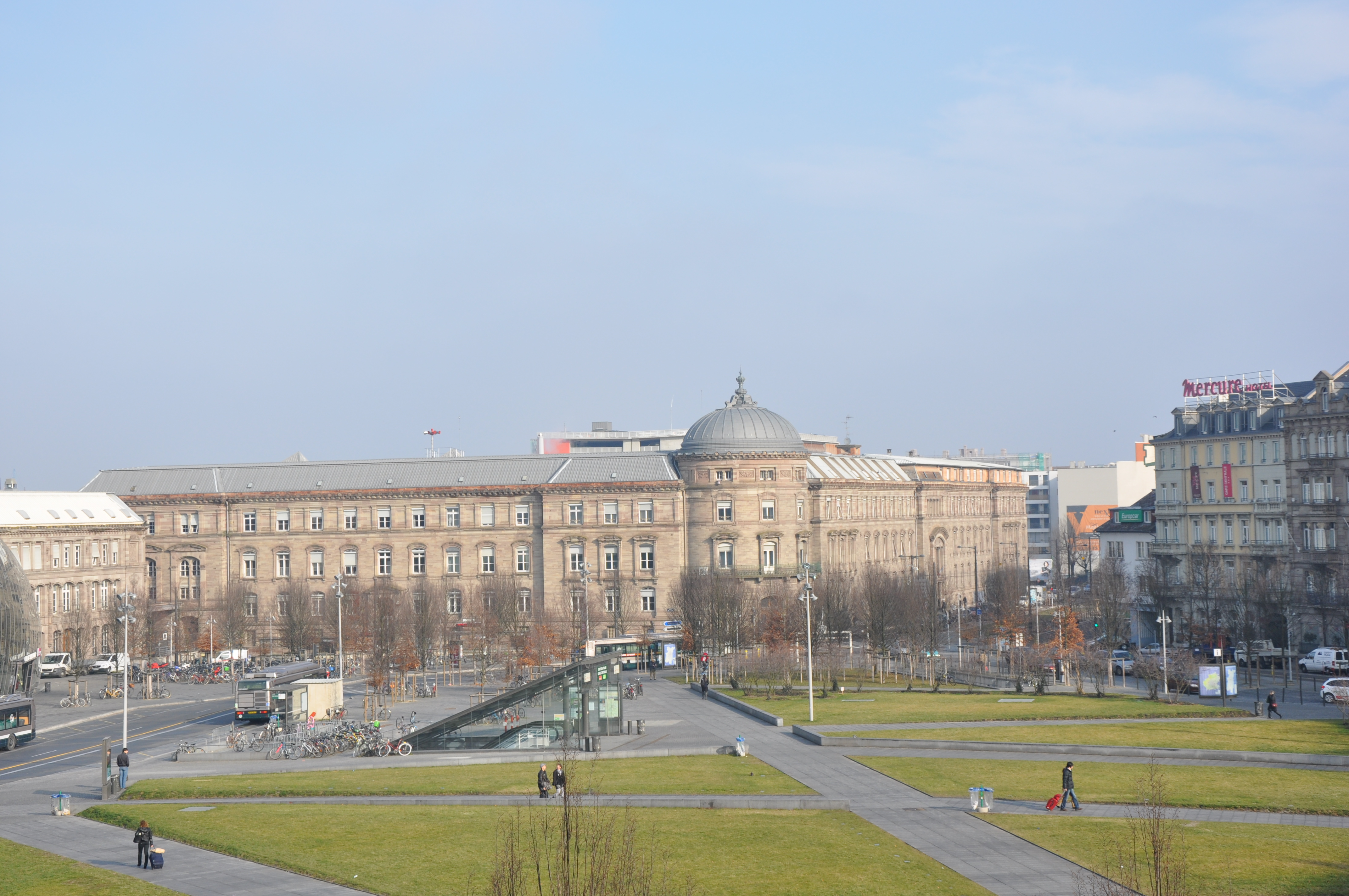
Das den Bahnhofsvorplatz nördlich abschließende Verwaltungsgebäude

Das Verwaltungsgebäude der Reichseisenbahnen in Elsaß-Lothringen war der Dienstsitz der Kaiserlichen Generaldirektion der Reichseisenbahnen in Elsaß-Lothringen (EL) in Straßburg. Bis heute wird es teilweise durch Dienststellen der SNCF genutzt.

## Geografische Lage
Das Gebäude liegt an der Nordseite des Vorplatzes des Straßburger Hauptbahnhofs / Ecke Boulevard du Président-Wilson in Straßburg.

## Geschichte

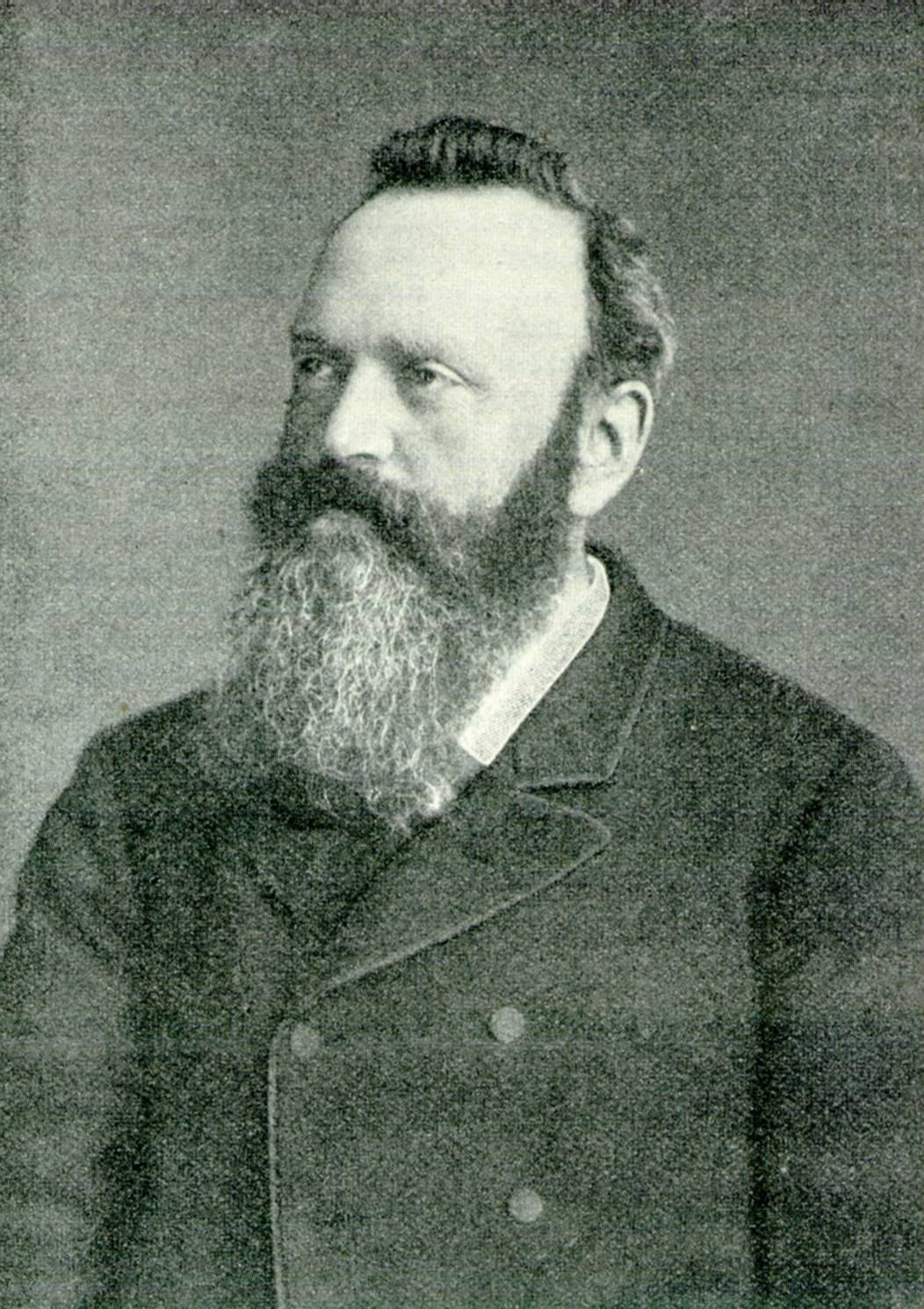
Johann Eduard Jacobsthal, der Architekt

Nach der Gründung der Generaldirektion 1871 war deren Sitz am Quai Kléber in unmittelbarer Nähe des alten Hauptbahnhofs von Straßburg. Die dort räumlich beengte Situation wurde im Zusammenhang mit dem Bau des neuen Centralbahnhofs Straßburg 1878 bis 1883 gelöst: Die Generaldirektion erhielt einen Neubau an dem mit dessen Bau ebenfalls gestalteten Bahnhofsvorplatz. Architekt war sowohl beim Empfangsgebäude des „Centralbahnhofs“ als auch bei dem Verwaltungsgebäude Johann Eduard Jacobsthal. Die Postadresse der Direktion war allerdings Kronenburger Ring (heute: Boulevard du Président-Wilson). Die Arbeiten an dem neuen Direktionsgebäude erstreckten sich von 1881 bis 1884. Damals entstand das Hauptgebäude, der südliche Teil, der sich um zwei geschlossene Innenhöfe gruppiert. Bis 1893 wurde nördlich ein weiterer Flügel angebaut, der sich um einen nach Westen offenen Hof gruppierte. Dieser Erweiterungsbau war schon beim ursprünglichen Gebäude als Option angelegt worden. Zu einem späteren Zeitpunkt wurde dann auch dieser offene Hof mit einem weiteren Gebäude geschlossen.
Nach dem Rückfall Elsaß-Lothringens an Frankreich 1918 nutzten die französische Nachfolgeorganisationen, erst die Administration des chemins de fer d’Alsace et de Lorraine (AL), dann ab 1938 die Société nationale des chemins de fer français (SNCF) das Gebäude, das noch heute die Direction régionale de la SNCF de Strasbourg beherbergt.

## Gebäude

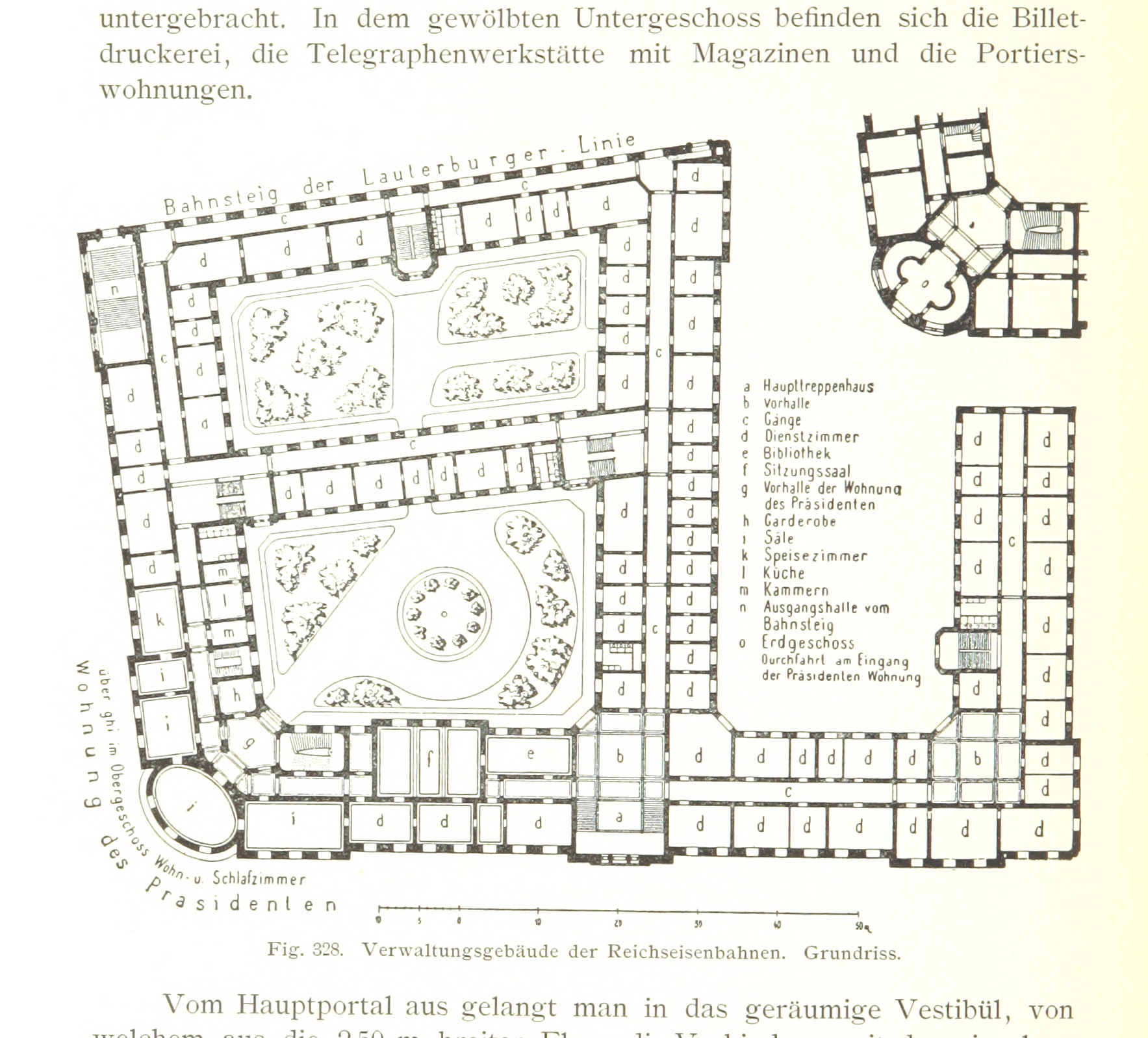
Grundriss der 1. Etage

Die Fassade des Gebäudes ist 16 m hoch und besteht aus Ziegelmauerwerk, das mit Quadern und Bruchsteinen verkleidet wurde. Dabei kam vorwiegend grauer Sandstein aus den Vogesen zum Einsatz.
Neben den Direktionsbüros beherbergte das Gebäude auch die Dienstwohnung des Direktionspräsidenten, die sich über zwei Etagen erstreckte, die zugehörigen Empfangssäle sowie Hausmeisterwohnungen. Außerdem waren hier weitere Eisenbahndienststellen untergebracht, etwa die zentrale Druckerei für Edmondsonsche Fahrkarten, die Hauptkasse, das Betriebstechnische Büro, das Materialienbüro und die Telegraphen-Inspektion.
Die Ausstattung war für die damalige Zeit luxuriös: Das Gebäude hatte elektrische Beleuchtung (wie der benachbarte Bahnhof), Zentralheizung und es gab fließend Kalt- und Warmwasser.
Die Baukosten betrugen knapp 2,1 Mio. Mark.